# هیوندای موتوراسپرت
هیوندای موتوراسپورت (انگلیسی: Hyundai Motorsport) یک تیم اتوموبیل‌رانی در مسابقات رالی قهرمانی جهان است، این تیم که زیرمجموعه شرکت هیوندای موتور است مرکز آن در آلتسناو این اونترفرانکن، آلمان قرار دارد.